# Tommaso di Giovanni Masini
Tommaso di Giovanni Masini (zwany Zoroastro, w literaturze występuje również jako Tomaso Masini) – (ur. ok. 1462 w Peretoli, zm. 1520 w Rzymie) – włoski rzemieślnik i alchemik, uczeń Leonarda da Vinci.

## Życiorys
Według życiorysu pochodzącego z dzieła Opusculi Scipiona Ammirata z 1637 roku, Masini był synem ogrodnika z Peretoli, lecz twierdził, że jest nieślubnym synem Bernarda Rucellaiego – szwagra Wawrzyńca Wspaniałego. W latach 90. XV wieku wstąpił do pracowni Leonarda da Vinci we Florencji. Według innej relacji Masini był samodzielnym rzemieślnikiem, współpracującym z pracownią Leonarda. Według różnych źródeł Masini był rzemieślnikiem, pomagierem ucierającym farby, służącym Leonarda zajmującym się robieniem zakupów, alchemikiem. Podobnie jak Leonardo był wegetarianinem.
Opusculi Scipiona Ammirata podaje, że Leonardo wykonał dla Masiniego kostium z orzechów galasowych, wskutek czego uczeń był nazywany Il Gallozzolo (Galas). W 1482 roku Masini miał wyjechać z Leonardem do Mediolanu, gdzie zajmował się sztuką magii. Tam otrzymał przydomek Indovino (Wróżbita).
Według Charlesa Nicholla Masini podpisał się pod przydomkiem Zoroastro w 1498 roku w dedykowanym Leonardowi wierszu.
Pomagał Leonardowi przy pracach nad dziełem Bitwa pod Anghiari w Palazzo Vecchio, co potwierdzają dokumenty wypłaty z kwietnia i sierpnia 1505 roku.
Po 1505 roku mieszkał u Giovanniego Ruccelaia pod Florencją. Wówczas interesował się alchemią i chemią, powiązanymi z metalurgią. Zmarł w 1520 roku w Rzymie. Został pochowany w kościele Sant’Agata dei Goti. Opusculi Scipiona Ammirata podaje, że jego grób znajdował się między grobami Tressina i Giovanniego Lascariego. Epitafium wykute na jego grobie brzmiało: Zoroastro Masina, człowiek wyjątkowo prawy, czystego i szczodrego serca, prawdziwy filozof, który badał mroczne tajniki natury z podziwu godną korzyścią dla niej samej.